# Saloberkopf
Der Saloberkopf ist eine Erhebung im Lechquellengebirge. Trotz seiner ausgesprochen geringen Dominanz und Schartenhöhe ist er durch die Erschließung mit mehreren Sesselbahnen und die damit zusammenhängende Vermarktung als „Schiberg“ touristisch bedeutsam.
Die häufig angegebene Höhe von 2043 oder 2044 m ü. A. bezieht sich auf die Seilhöhe einer Sessellift-Bergstation, der höchste Geländepunkt liegt auf 2041 m ü. A.

## Lage und Umgebung

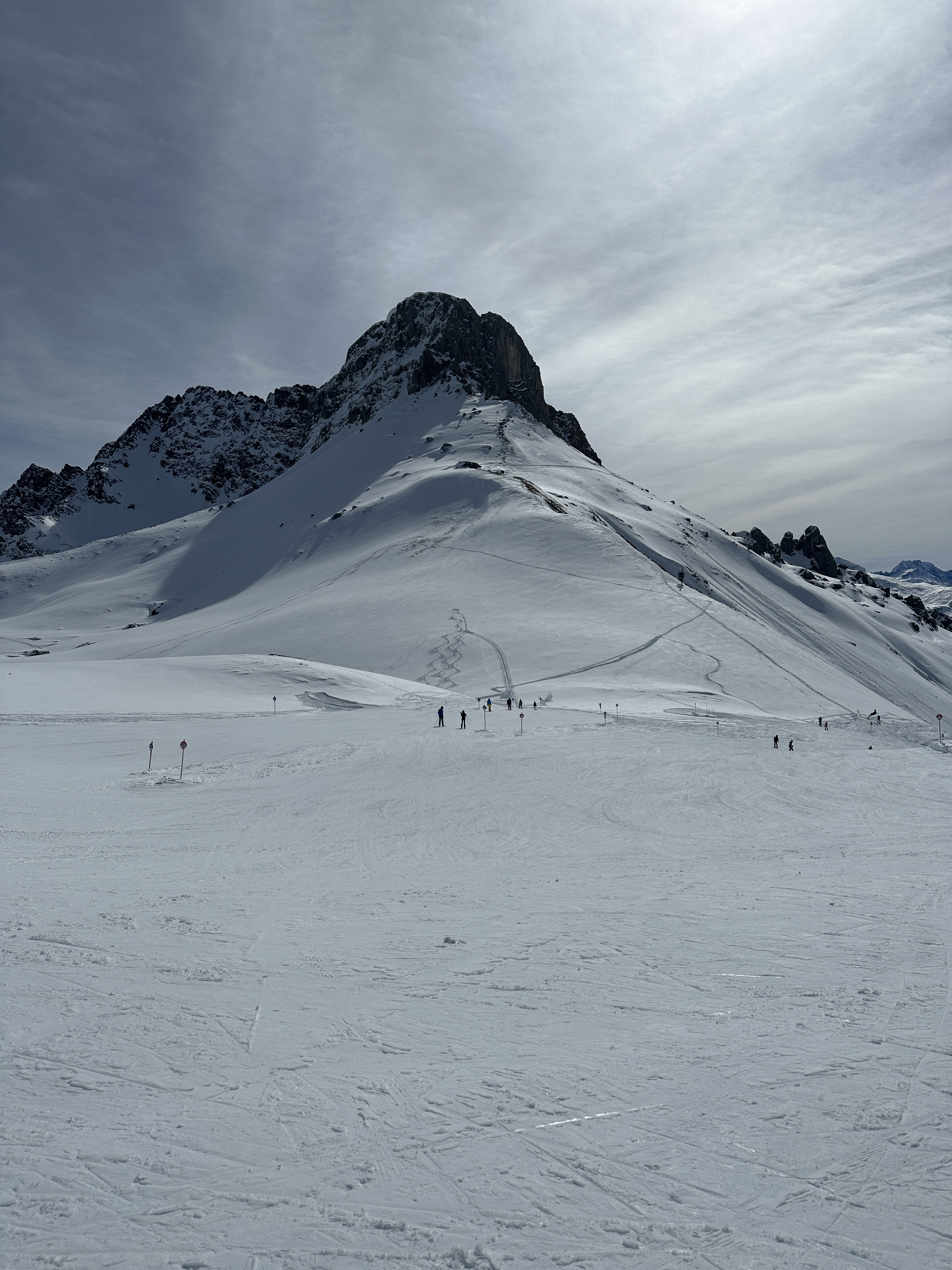
Das Auenfelder Horn vom Saloberkopf aus aufgenommen.

Der Saloberkopf ist eine Kuppe am Nordwesthang des Auenfelder Horns. Mit dem Körbersee westlich und dem Kalbelesee nordwestlich liegen zwei größere Bergseen in einem Umkreis von 2 Kilometern.

## Landschaft und Naturschutz
An den nord- und nordwestexponierten Hängen des Saloberkopfs finden sich zwischen verwitterten und zerfurchten Felsburgen Reste eines ehemaligen Zirbenwaldes, die heute einen Biotopkomplex mit mehreren gefährdeten und potentiell gefährdeten Pflanzenarten bilden.
Nordwestlich des Saloberkopfs liegt ein weiterer Biotopkomplex, in dem mehrere kleine, abflusslose Seen als ausgezeichnete Amphibienlaichgebiete dienen.
Am Südwesthang liegen Moorgebiete und Bergheumähder, die ebenfalls aufgrund ihres landschaftlichen und botanischen Wertes in das Biotopinventar Vorarlberg eingetragen sind.

## Erschließung und Tourismus
Als 1963 die Skiliftgesellschaft Schröcken gegründet wurde, wurde deren erster Skilift auf den Saloberkopf gebaut. Inzwischen führen vier Sessellifte auf den Saloberkopf, und seit der Inbetriebnahme des Auenfeldjets 2013 und der Eröffnung der Flexenbahn 2016 ist der Saloberkopf nun in das größte zusammenhängende Skigebiet Österreichs, Ski Arlberg, integriert.